# テープ音楽
テープ音楽（テープおんがく）は電子音楽の一種で、その媒体をテープに記録し編集することによって作られた音楽。具体音楽の素材などが用いられるが、テープの前はフランスでレコードを切り貼りして音楽の素材が組み合わされていった。フランスで勉強を終えた後のドイツのシュトックハウゼンはその作業を録音テープで行うことにより作業自体を単純化させていったその「少年の歌」が有名であり、ドイツの電子音楽の編集方法の基礎となった。同じ頃フランスではレコードが使われていて、当時のドナウエッシンゲン音楽祭にはドイツ側がテープを、フランス側がレコードを携えて参加したのはとても印象深い事実となった。今日では、ライヴエレクトロニクスでない電子音楽を指すこともある。

## 問題点
テープをコピーし切り貼りをして音楽を作るために、コピーした分だけ音質が劣化するという難点があった。またその上演においては舞台で演奏する奏者がなく会場を音楽に集中させるために真っ暗にし再生機のスイッチを入れるだけなので、自宅でレコードやテープを聞くのと変わらないので誰も聴きに来ないという問題もある。そのため、テープ音楽の上演には音響の空間移動への配慮や何らかの視覚的演出を取り入れたり、生の楽器と一緒に奏でるなどの工夫が必要となってくる。